# Đường cao tốc Chalong Rat
Đường cao tốc Chalong Rat (tiếng Thái: ทางพิเศษฉลองรัช) là một đường cao tốc Thái Lan, nằm tại Bangkok với chiều dài 27,1km. Đường cao tốc đóng vai trò quan trọng trong việc giảm bớt tình trạng giao thông đường bộ ở Bangkok. Đường cao tốc là đường thu phí có kiểm soát.

## Lộ trình
Km 0 được tính từ nút giao Narong.
| Đường cao tốc Chalong Rat Tại Narong – Ram Inthra |       |                                                                              |                                       |                                    |                         |                                       |                                                                     |
| Vị trí                                            | km    | Đầu Bắc                                                                      | Đầu Bắc                               | Cơ sở                              | Cơ sở                   | Đầu Năm                               | Đầu Năm                                                             |
| Vị trí                                            | km    | Lối thoát (đường)                                                            | Trạm thu phí (lối vào)                | Tiếng Anh                          | Tiếng Thái              | Trạm thu phí (lối vào)                | Lối thoát (đường)                                                   |
| Bangkok                                           | 0.00  | Đầu Tây - Tha Ruea, Dao Khanong ( Đường cao tốc S1)                          | Tại Narong 2 (từ Chaloem Maha Nakhon) | Tại nút giao Narong                | ต่างระดับอาจณรงค์          | Tại Narong 1 (từ Chaloem Maha Nakhon) | Đầu Đông - Bang Na ( Đường cao tốc Chaloem Maha Nakhon)             |
| Bangkok                                           | 0.00  | Đầu Tây - Tha Ruea, Dao Khanong ( Đường cao tốc S1)                          | Tại Narong 2 (từ Chaloem Maha Nakhon) | Tại nút giao Narong                | ต่างระดับอาจณรงค์          | không trạm thu phí                    | Đầu Đông - Bang Na, Đường cao tốc Burapha Withi ( Đường cao tốc S1) |
| Bangkok                                           | 1.10  | -                                                                            | Phra Khanong                          | Nút giao Sukhumvit 50              | แยกทางด่วนสุขุมวิท 50       | -                                     | Đường Sukhumvit 50, On Nut, Đường sắt Paknam (Đường Sukhumvit 50)   |
| Bangkok                                           | 4.72  | Khlong Tan (Đường Phatthanakan)                                              | Phatthanakan 2                        | Nút giao Phatthanakan              | แยกทางด่วนพัฒนาการ        | Phatthanakan 1                        | Hua Mak (Đường Phatthanakan)                                        |
| Bangkok                                           | 6.70  | Đầu Đông - Đường Srinagarindra, Sân bay Suvarnabhumi ( Đường cao tốc Si Rat) | Phra Ram 9-1 (Đi Si Rat)              | Nút giao Ramkhamhaeng              | ต่างระดับรามคำแหง         | Phra Ram 9-1 (Đi Si Rat)              | Đầu Tây - Din Daeng, Chaeng Watthana ( Đường cao tốc Si Rat)        |
| Bangkok                                           | 8.49  | Pracha Uthit, Đường Phra Ram 9 (Đường Pradit Manutham)                       | Phra Ram 9-2                          | Nút giao Pracha Uthit              | แยกทางด่วนประชาอุทิศ       | Pracha Uthit                          | Đường Phra Ram 9, Ekkamai (Đường Pradit Manutham)                   |
| Bangkok                                           | 10.81 | -                                                                            | Lat Phrao                             | Nút giao Lat Phrao                 | แยกทางด่วนลาดพร้าว        | -                                     | Chokchai 4, Bang Kapi (Đường Lat Phrao)                             |
| Bangkok                                           | 15.65 | Lat Pla Khao, Đại học Kasetsart, Đường Nawamin ( Đường Prasert Manukit)      | -                                     | Nút giao Yothin Phatthana          | แยกทางด่วนโยธินพัฒนา       | Yothin Phatthana                      | -                                                                   |
| Bangkok                                           | 18.72 | Lak Si ( Đường cao tốc Ram Inthra)                                           | Ram Inthra 1                          | Nút giao Ram Inthra / Watcharaphon | แยกทางด่วนรามอินทรา/วัชรพล | Ram Inthra                            | Min Buri ( Đường cao tốc Ram Inthra)                                |
| Ram Inthra – Đường vành đai (Đông)                |       |                                                                              |                                       |                                    |                         |                                       |                                                                     |
| Vị trí                                            | km    | Đầu Bắc                                                                      | Đầu Bắc                               | Cơ sở                              | Cơ sở                   | Đầu Nam                               | Đầu Nam                                                             |
| Vị trí                                            | km    | Lối thoát (đường)                                                            | Trạm thu phí (lối vào)                | Tiếng Anh                          | Tiếng Thái              | Trạm thu phí (lối vào)                | Lối thoát (đường)                                                   |
| Bangkok                                           | 18.72 | Lak Si ( Đường Ram Inthra)                                                   | Ram Inthra 1                          | Nút giao Ram Inthra / Watcharaphon | แยกทางด่วนรามอินทรา/วัชรพล | Ram Inthra                            | Min Buri ( Đường Ram Inthra)                                        |
| Bangkok                                           | 22.85 | Sai Mai (Đường Sukhaphiban 5)                                                | Sukhaphiban 5-2                       | Nút giao Sukhaphiban 5             | แยกทางด่วนสุขาภิบาล 5      | Sukhaphiban 5-1                       | Nút giao Watcharaphon (Đường Sukhaphiban 5)                         |
| Bangkok                                           | 27.90 | Lam Luk Ka, Bang Pa-in ( AH2 Kanchanaphisek)                                 | -                                     | Nút giao Chatuchot                 | ต่างระดับจตุโชติ            | Chatuchot                             | Bang Phli ( AH2 Kanchanaphisek)                                     |